# Юнгерманія темно-зелена
{{#ifeq:0|0|{{#if:Jungermannia atrovirens|{{#if:|[[]}}|[[]]}}}}
Юнгерманія темно-зелена (Jungermannia atrovirens) — вид печіночників порядку юнгерманіальних (Jungermanniales).

## Поширення
Батьківщиною є Європа, Макаронезія, Азія, Північна Америка.

## Характеристика
Стебла довжиною від 0,5 до 3 сантиметрів. Вони розгалужені пучками і мають ризоїди. Вони утворюють жовті чи пишно-зелені килимки. Бічні листки стеблові, 0,3–0,5 мм завдовжки і 0,3 мм завширшки. У центрі листка клітини мають розміри 20 × 25–30 мікрометрів. Зазвичай на клітину припадає два масляних тіла.